# أدريان دان غامان
أدريان دان غامان (بالرومانية: Adrian Dan Găman)‏ هو لاعب كرة قدم روماني في مركز الدفاع، ولد في 28 أبريل 1978 في رومانيا. لعب مع رابيد بوخارست ومكابي نتانيا ونادي بني يهودا تل أبيب ويو تي أي أراد.